# Ersi Sotiropoulosová
Ersi Sotiropoulosová (* 1953 Patra) je řecká spisovatelka, žijící v Athénách.

## Dílo
Sotiropoulosová publikovala více než tucet knih fikce i poezie. Její práce byla přeložena do mnoha jazyků a vyhrála několik domácích i zahraničních cen. Vyznamenané knihy zahrnují Zigzag through the Bitter Orange Trees (do angličtiny přeložil Peter Green), což byla také první kniha, která vyhrála jak Řeckou národní cenu, tak hlavní knihu v soutěži kritiků. What’s Left of the Night (přeložila Karen Emmerichová) vyhrála v roce 2017 Prix Méditerranée Étranger ve Francii. Emmerichová také přeložila její sbírku krátkých povídek Landscape with Dog.